# کوه آیس (کلرادو)
کوه آیس (به انگلیسی: Ice Mountain) یک کوه در ایالات متحده آمریکا است که در کلرادو واقع شده‌است. کوه آیس ۴٬۲۵۴٫۴۵ متر بالاتر از سطح دریا واقع شده‌است.